# Valstrona
Valstrona (piemontiul: Stron-a) település Olaszországban. Lakosainak száma 1162 fő (2023. január 1.). Valstrona Anzola d’Ossola, Cravagliana, Loreglia, Ornavasso, Pieve Vergonte, Quarna Sopra, Quarna Sotto, Rimella, Varallo Sesia, Calasca-Castiglione, Massiola és Omegna községekkel határos.

## Népesség
A település népességének változása:
| Lakosok száma | 1253 | 1234 | 1162 |
|               | 2017 | 2018 | 2023 |